# Junior Eurovision Song Contest
Junior Eurovision Song Contest er det europæiske Melodi Grand Prix for børn og unge. Konkurrencen er udsprunget af det danske MGP.
Konkurrencen blev afholdt første gang den 15. november 2003 i Forum i København, efter forsøget med et Nordisk MGP i 2002. Det var DR, som der fik idéen om en Eurovision Song Contest for børn, og det første arrangement blev derfor afholdt i Danmark. Den blev anerkendt af European Broadcasting Union (EBU) i 2003. I 2004 var det meningen, at ITV (Storbritannien) skulle være vært for den internationale finale, men et par måneder før aflyste de det, og NRK meldte sig frivilligt som arrangør.
I 2004 var NRK vært og arrangør for JESC i Lillehammer og året efter RTBF i Hasselt, Belgien. Herefter trak Norge og Danmark sig ud af konkurrencen men Sverige deltog stadigvæk, mens de også deltog i MGP Nordic.

## Vindere
| År   | Dato         | Sted              | Deltagere | Dansk deltager    | Vinder       | Sang                            | Dansk oversættelse                              | Sanger              | Points | Anden plads    |
| ---- | ------------ | ----------------- | --------- | ----------------- | ------------ | ------------------------------- | ----------------------------------------------- | ------------------- | ------ | -------------- |
| 2003 | 15. november | København (Forum) | 16        | Anne Gadegaard    | Kroatien     | "Ti si moja prva llubav"        | Du er min første kærlighed                      | Dino Jelušić        | 134    | Spanien        |
| 2004 | 20. november | Lillehammer       | 18        | Cool Kids         | Spanien      | "Antes muerta que sencilla"     | Jeg vil hellere være død end at være almindelig | Maria Isabel        | 171    | Storbritannien |
| 2005 | 26. november | Hasselt           | 16        | Nicolai Kielstrup | Hviderusland | "My vmeste" (Мы вместе)         | Vi er sammen                                    | Ksenija Sitnik      | 149    | Spanien        |
| 2006 | 2. december  | Bukarest          | 15        |                   | Rusland      | "Vesenniy Jazz (Весенний джаз)" | Forårs jazz                                     | Tolmachevy Twins    | 154    | Hviderusland   |
| 2007 | 8. december  | Rotterdam         | 17        |                   | Hviderusland | "S druz'yami" (С друзьями)      | Med venner                                      | Alexey Zhigalkovich | 137    | Armenien       |
| 2008 | 22. november | Nicosia           | 15        |                   | Georgien     | "Bzz.."                         |                                                 | Bzikebi             | 154    | Ukraine        |
| 2009 | 21. november | Kyiv              | 13        |                   | Holland      | "Click clack"                   | Klik klak                                       | Ralf Mackenbach     | 121    | Armenien       |
| 2010 | 20. november | Minsk             | 14        |                   | Armenien     | "Mama" (Մամա)                   | Mor                                             | Vladimir Arzumanyan | 120    | Rusland        |
| 2011 | 3. december  | Jerevan           | 13        |                   | Georgien     | "Candy Music"                   | Slik musik                                      | CANDY               | 108    | Holland        |
| 2012 | 1. december  | Amsterdam         | 12        |                   | Ukraine      | "Nebo" (Небо)                   | Himmel                                          | Anastasiya Petryk   | 138    | Georgien       |
| 2013 | 30. november | Kyiv              | 12        |                   | Malta        | "The Start"                     | Starten                                         | Gaia Cauchi         | 130    | Ukraine        |
| 2014 | 15. november | Vallenta          | 16        |                   | Italien      | "Tu primo grande amore"         | Dig, den første store kærlighed                 | Vincenzo Cantiello  | 159    | Bulgarien      |
| 2015 | 21. november | Sofia             | 17        |                   | Malta        | "Not my Soul"                   | Ikke min sjæl                                   | Destiny Chukunyere  | 185    | Armenien       |
| 2016 | 20. november | Valletta          | 17        |                   | Georgien     | "Mzeo" (მზეო)                   | Sol                                             | Miriam Mamadashvili | 239    | Armenien       |
| 2017 | 26. november | Tbilisi           | 16        |                   | Rusland      | "Wings"                         | Vinger                                          | Polina Bogusevich   | 188    | Georgien       |
| 2018 | 25. november | Minsk             | 20        |                   | Polen        | "Anyone I Want To Be"           | Nogen Jeg Ville Blive                           | Roksana Węgiel      | 215    | Frankrig       |
| 2019 | 24. november | Gliwice           | 19        |                   | Polen        | "Superhero"                     | Superhelt                                       | Viki Gabor          | 278    | Kasakhstan     |
| 2020 | 29. november | Warsawa           | 12        |                   | Frankrig     | "J’Imagine"                     | Jeg forestiller mig                             | Valentina           | 200    | Kasakhstan     |
| 2021 | 19. december | Paris             | 19        |                   | Armenien     | "Qami Qami"                     | Vind til Vind                                   | Malena              | 224    | Polen          |
| 2022 | 11. december | Jerevan           | 16        |                   | Frankrig     | "Oh Maman"                      | Åh Min Mor                                      | Lissandro           | 203    | Armenien       |
| 2023 | 26. november | Nice              | 16        |                   | Frankrig     | "Cæur"                          | Hjerte                                          | Zoé Clauzure        | 228    | Spanien        |
| 2024 | 16. november | Madrid            | 17        |                   | Georgien     | "To My Mom"                     | Til Min Mor                                     | Andria Putkaradze   | 239    | Portugal       |

Junior Eurovision Song Contest havde stor succes de første to år. Det tredje år valgte Frankrig og Schweiz at sige farvel efter blot et års deltagelse.
I 2006 var det Danmark og Norges tur til at stoppe deltagelsen. Grunden var at de nordiske lande mente, at de etiske regler ikke passede til børn mellem 8 og 16 år. De lavede derfor et nordisk Melodi Grand Prix, sidste gang afholdt i Stockholm i november 2009.

## Debuterende lande
| År   | Land |
| ---- | --- |
| 2003 | Belgien, Cypern, Danmark, Grækenland, Holland, Hviderusland, Kroatien, Letland, Nordmakedonien, Malta, Norge, Polen, Rumænien, Spanien, Storbritannien, Sverige, Østrig |
| 2004 | Frankrig, Schweiz |
| 2005 | Rusland, Serbien og Montenegro |
| 2006 | Portugal, Serbien, Ukraine |
| 2007 | Armenien, Bulgarien, Georgien, Litauen |
| 2010 | Moldova |
| 2012 | Albanien, Aserbajdsjan, Israel |
| 2013 | San Marino |
| 2014 | Italien, Montenegro, Slovenien |
| 2015 | Australien, Irland |
| 2018 | Kasakhstan, Wales |
| 2020 | Tyskland |
| 2023 | Estland |